# Hampton (Nebraska)
Hampton é uma vila localizada no estado americano de Nebraska, no Condado de Hamilton.

## Demografia
Segundo o censo americano de 2000, a sua população era de 439 habitantes.
Em 2006, foi estimada uma população de 432, um decréscimo de 7 (-1.6%).

## Geografia
De acordo com o United States Census Bureau, a localidade tem uma área de 0,8 km², sem área coberta por água. Hampton localiza-se a aproximadamente 537 m acima do nível do mar.

## Localidades na vizinhança
O diagrama seguinte representa as localidades num raio de 20 km ao redor de Hampton.